# ديتر زيتشه
ديتر زيتشه (بالألمانية: Dieter Zetsche) (ولد في 5 مايو 1953) مهندس ألماني ورجل أعمال. وهو رئيس مجلس إدارة توي إيه جي. شغل منصب رئيس مجلس إدارة شركة دايملر أيه جي ورئيس مرسيدس-بنز منذ عام 2006 حتى 22 مايو 2019، بالإضافة إلى كونه عضوًا في مجلس إدارة الشركة منذ عام 1998.

## روابط خارجية
- ديتر زيتشه على موقع IMDb (الإنجليزية)
- ديتر زيتشه على موقع مونزينجر (الألمانية)